# Thurniaceae
Die Pflanzenfamilie Thurniaceae gehört zur Ordnung der Süßgrasartigen (Poales). Sie besitzt ein disjunktes Areal mit einer Gattung in Südamerika im nordöstlichen Brasilien sowie in Guyana und der anderen Gattung in Südafrika. Die Arten der Thurniaceae gedeihen in feuchten Gebieten.

## Beschreibung und Ökologie

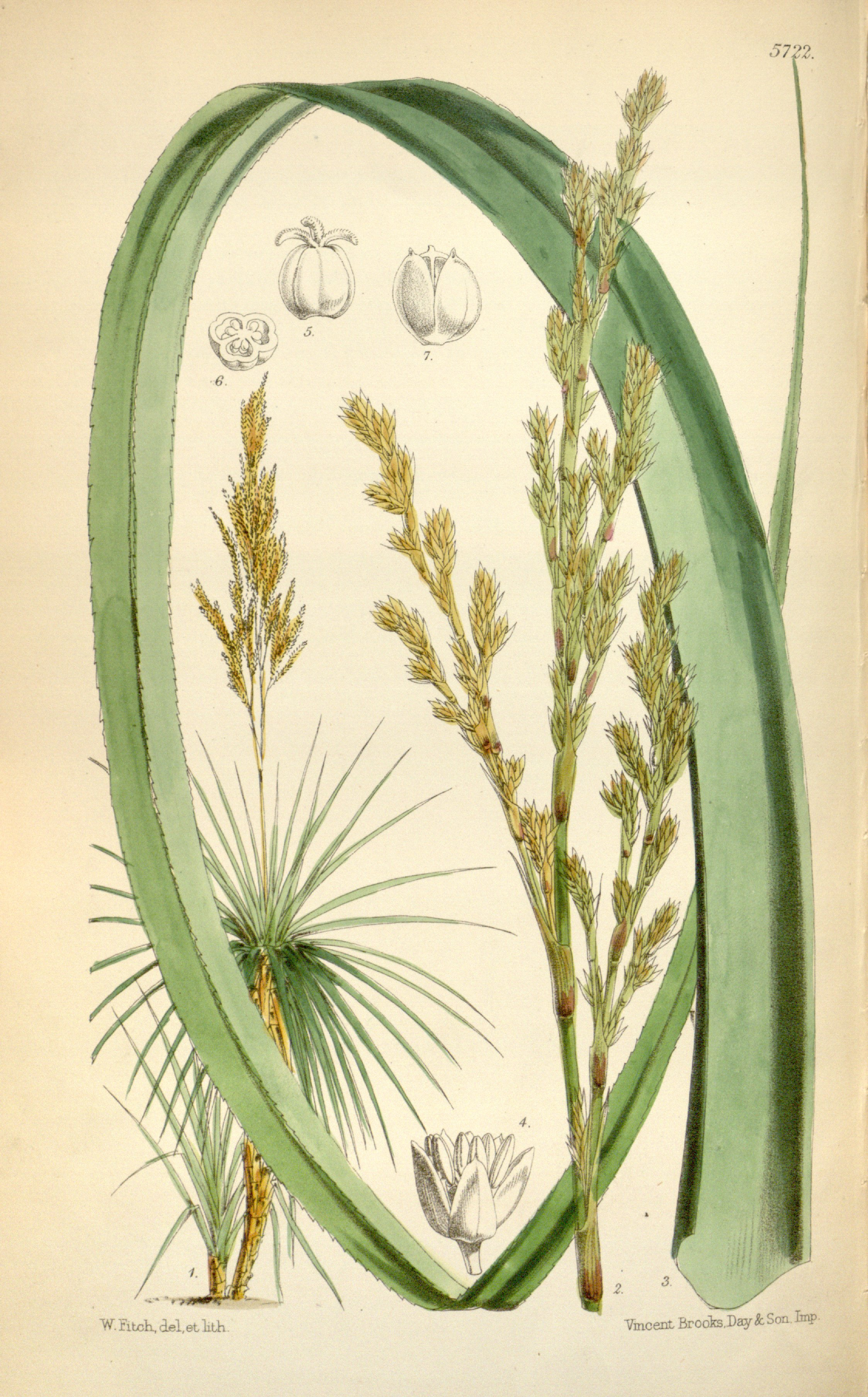
Illustration des Palmenschilf (Prionium serratum) aus Curtis’s Botanical Magazine, Volume 94 (Series 3, Volume 24), 1868 Tafel 5722

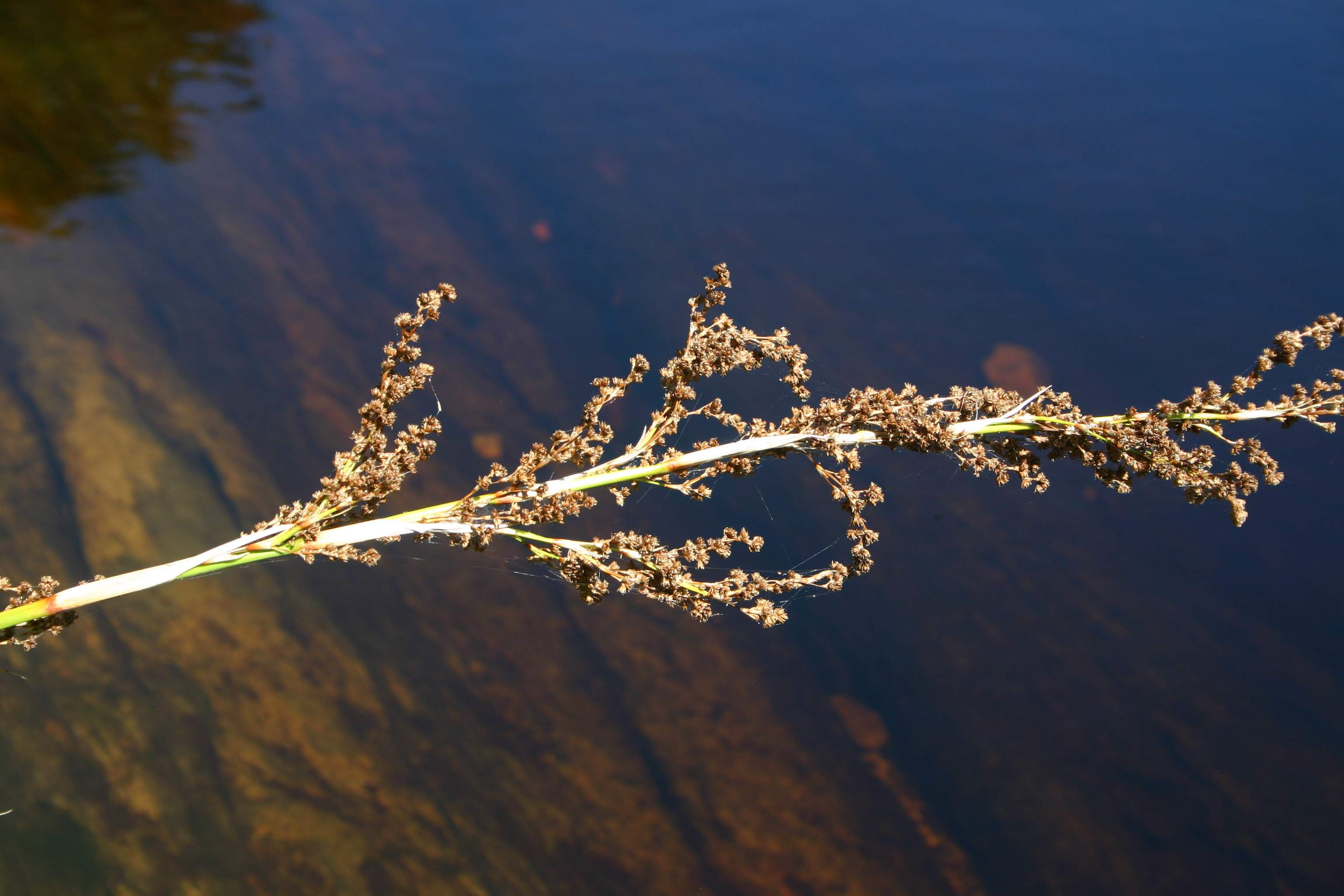
Ausschnitt eines Blütenstandes des Palmenschilf (Prionium serratum)

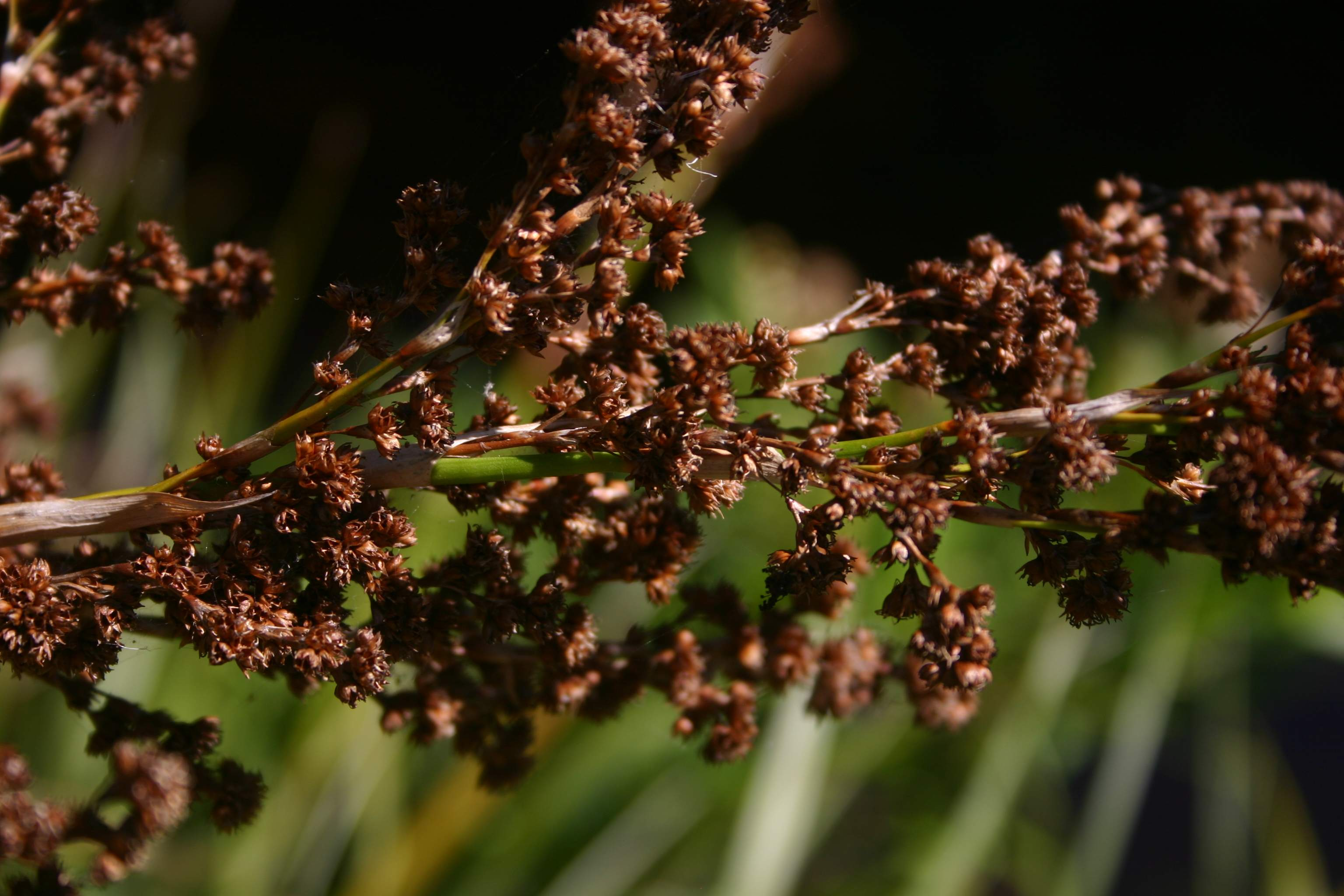
Blütenstand vom Palmenschilf (Prionium serratum)

Die Arten der Thurniaceae sind große, kräftige, ausdauernde krautige Pflanzen, mit Rhizomen. Die wechselständigen, an der Pflanzenbasis konzentriert (grundständig), drei- bis vierzeilig angeordneten Laubblätter sind einfach, ungestielt, ledrig, parallelnervig und ganzrandig oder kurz gesägt.
In kopfigen Blütenständen sind viele Blüten dicht gedrängt zusammengefasst; es können ein oder mehrere Blütenköpfen an einem Stängel stehen.
Die kleinen, zwittrigen Blüten sind radiärsymmetrisch und dreizählig. Es sind sechs gleichgestaltige, häutige Blütenhüllblätter vorhanden. Es sind zwei Kreise mit je drei fertilen Staubblättern; sie sind immer untereinander frei, sie können aber mit den Blütenhüllblättern verwachsen sein bei manchen Arten. Drei Fruchtblätter sind zu einem oberständigen Fruchtknoten verwachsen. Es ist ein kurzer Griffel mit drei Narben vorhanden. Die Bestäubung erfolgt durch den Wind (Anemophilie).
Die dreikantigen Kapselfrüchte enthalten jeweils nur drei Samen. Die Samen sind behaart und geflügelt.

## Systematik und Verbreitung
Die Familie Thurniaceae wurde 1907 durch Adolf Engler in Syllabus der Pflanzenfamilien, 5. Auflage, S. 94 aufgestellt. Typusgattung ist Thurnia Hook. f. Der Gattungsname ehrt den englischen Forscher und Entdecker Everard Ferdinand Im Thurn (1852–1932). Ein Synonym für Thurniaceae Engl. nom. cons. ist Prioniaceae S.L.Munro & H.P.Linder. Die nächsten Verwandten sind die Juncaceae und Cyperaceae.
Die Familie Thurniaceae gedeiht in feuchten Gebieten und besitzt ein disjunktes Areal, die eine Gattung ist in der Neotropis im nordöstlichen Brasilien und in Guyana verbreitet und die andere Gattung kommt im Südlichen Afrika vor.
Es gibt nur eine oder zwei Gattungen mit etwa drei bis fünf Arten in der Familie der Thurniaceae:
- Prionium E. Mey.: Sie enthält nur noch eine Art:
  - Palmenschilf (Prionium serratum (L. f.) Drège, Syn.: Prionium palmita E.Mey., Acorus palmita Licht., Juncus serratus L. f.): Sie ist in den südafrikanischen Provinzen vom West- über das Ostkap bis ins südliche KwaZulu-Natal verbreitet. Diese Art wurde verwendet, um daraus Bürsten herzustellen.
- Thurnia Hook. f.: Die nur drei Arten sind in Südamerika verbreitet:
  - Thurnia jenmanii Hook. f.: Sie kommt nur in Guyana vor.[4]
  - Thurnia polycephala Schnee: Sie kommt im südöstlichen Kolumbien, in Venezuela und im nördlichen Brasilien vor.[4]
  - Thurnia sphaerocephala (Rudge) Hook. f.: Sie kommt im nördlichen Südamerika von Kolumbien bis ins nördliche Brasilien vor.[4]